# 纪家乡
纪家乡，是中华人民共和国四川省乐山市犍为县曾经下辖的一个乡。2019年12月，撤消纪家乡，将其所属行政区域划归玉屏镇管辖。 

## 行政区划
纪家乡撤销前下辖以下地区：
纪家街道社区、龙泉村、长沙村、鱼石村、柑子村、卓坪村、玉河村和松柏村。